# Cicaré
A Cicaré Helicópteros S.A. (Cicaré) é um empresa argentina, fabricante de helicópteros.

## Histórico

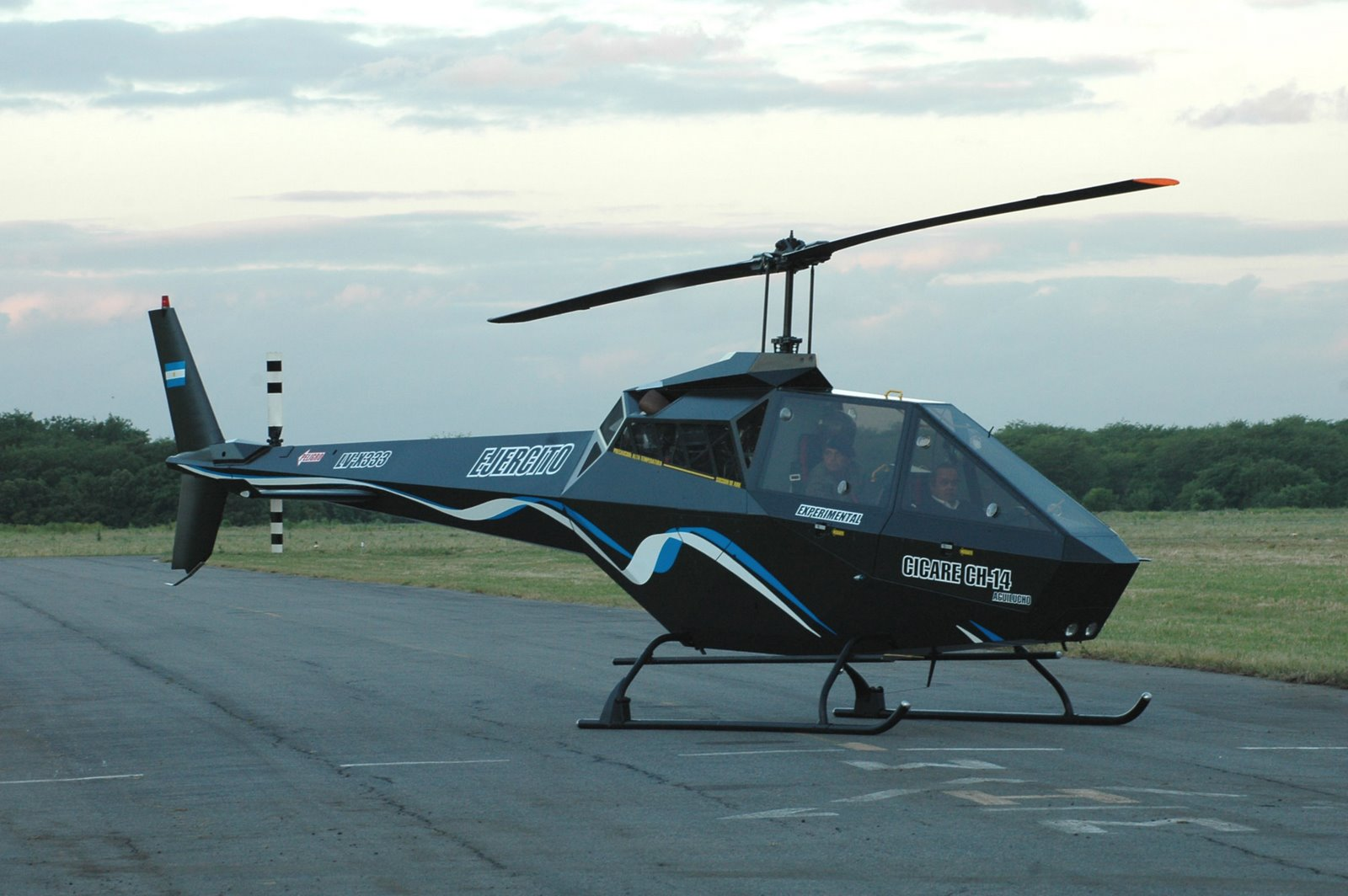
Modelo Aguilucho

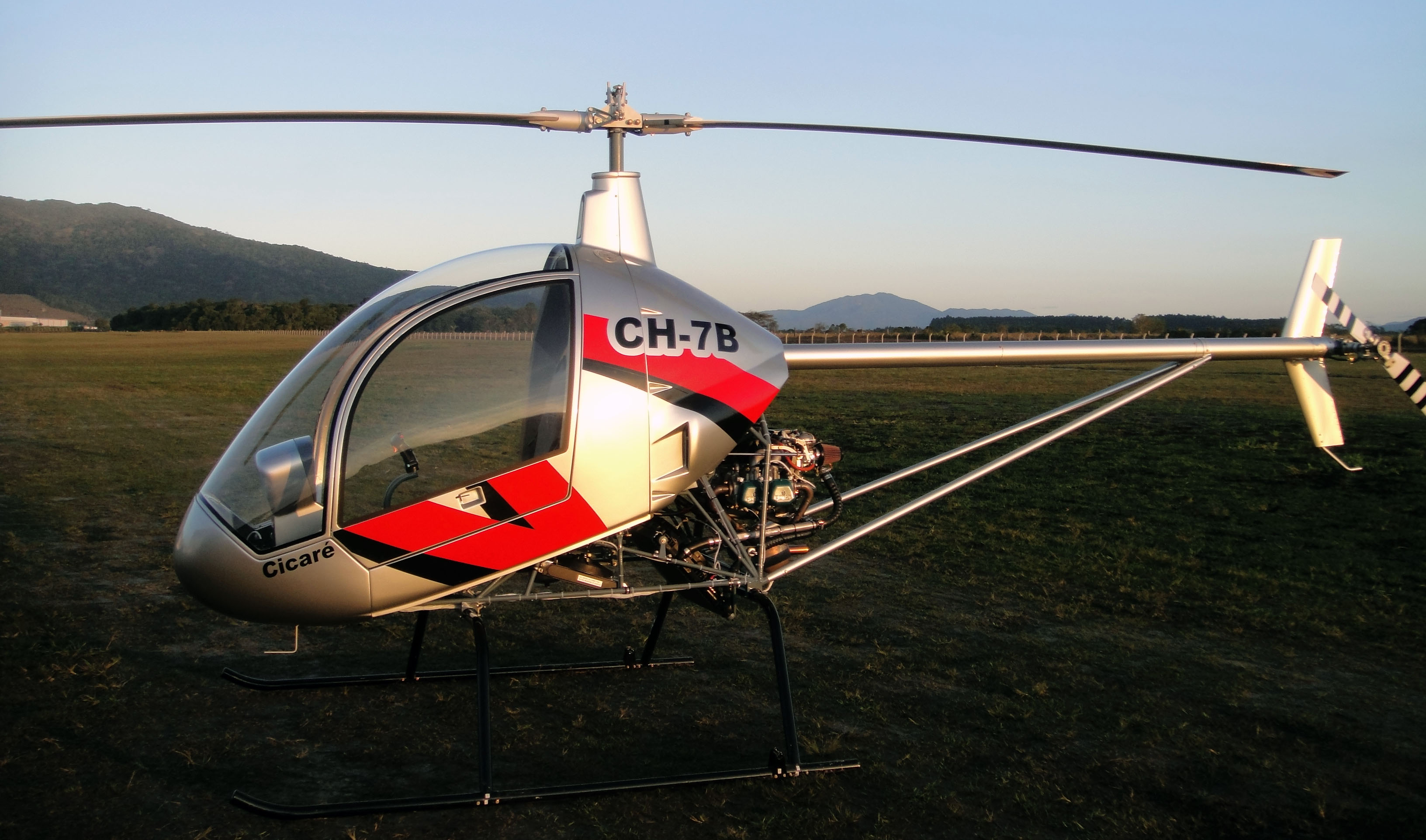
Cicaré CH-7B

A Cicaré foi criada em 1972, por Fernando Cicaré, seu atual presidente. Os modelos são para uso civil e militar. 
Em 18 de Março de 2010, a empresa apresentou o CH-7B e o CH-12 durante o EAA Argentina Annual Meeting.

## Modelos

### Uso civil
- Cicaré CH-1
- Cicaré CH-2
- Cicaré CH-4
- Cicaré CH-5
- Cicaré CH-6
- Cicaré CH-7
- Cicaré CH-7B
- Cicaré CH-8
- Cicaré CH-10
- Cicaré CH-11
- Cicaré CH-12

### Uso militar
- Cicaré CH-3 "Colibrí"/CK.1
- Cicaré CH-14 "Aguilucho"
- Cicaré CH-16